# Troisième accord de paix en Centrafrique
 (février 2019).
Si vous disposez d'ouvrages ou d'articles de référence ou si vous connaissez des sites web de qualité traitant du thème abordé ici, merci de compléter l'article en donnant les références utiles à sa vérifiabilité et en les liant à la section « Notes et références ».
Le troisième accord de paix en Centrafrique dit accord de paix global de Libreville est un accord de paix signé le 21 juin 2008 à Libreville entre le gouvernement centrafricain de François Bozizé et les principaux groupes armés qui sévissent dans le nord-est du pays (APRD et UFDR). Il parvint à mettre un terme à la première guerre civile centrafricaine après l'échec des deux précédents accords.

## Contexte
Malgré les négociations précédentes ayant mené à la signature de l'accord de Syrte et de l'accord de Birao en février et avril 2007 le conflit n'a pas pu être enrayé. Les hostilités ont perduré pendant plusieurs mois par la suite mais les négociations se sont poursuivies.
Et à la suite de plusieurs revers sur le plan militaire, Michel Djotodia toujours détenu à la prison civile de Cotonou en est venu à reconsidérer sa position et a accepté de signer un nouvel accord.
Les groupes impliqués sont le MLCJ, le Front démocratique du peuple centrafricain (FDPC) d'Abdoulaye Miskine, l'Union des forces républicaines (UFR) de Florian N'Djadder, le Groupe d'action patriotique de libération de la Centrafrique (GAPLC) de Michel Djotodja, le Front démocratique Centrafricain (FDC) du commandant Hassan Justin.
Le 9 mai, un accord de cessez-le-feu est signé entre le gouvernement centrafricain et l'UFDR.

## Négociations et signature
Cet accord fut signé sous l'égide d'Omar Bongo, président de la république gabonaise et président du comité ad hoc, dans l'espace CEMAC, sur les questions centrafricaines. Il est également à noter la présence lors de la signature de l'accord de l'ambassadeur François Fall en tant que représentant spécial du secrétaire général des Nations unies en Centrafrique.
Les différents signataires pour les groupes rebelles sont Jean-Jacques Démafouth et Zacharia Damane (en) respectivement pour l'APRD et l'UFDR. Le FDPC a refusé l'accord.